# Четверг

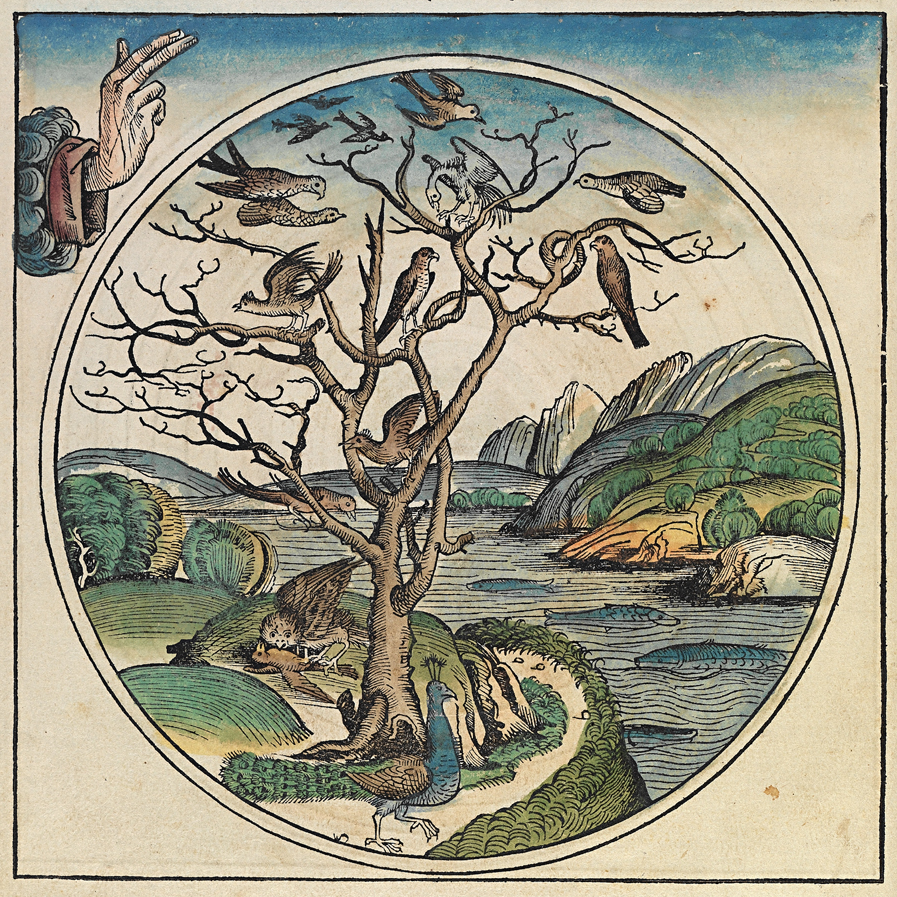
Пятый день (четверг) Божьего сотворения мира, появление птиц и рыб. Нюрнбергская хроника, 1493 год

Четве́рг — день недели между средой и пятницей.

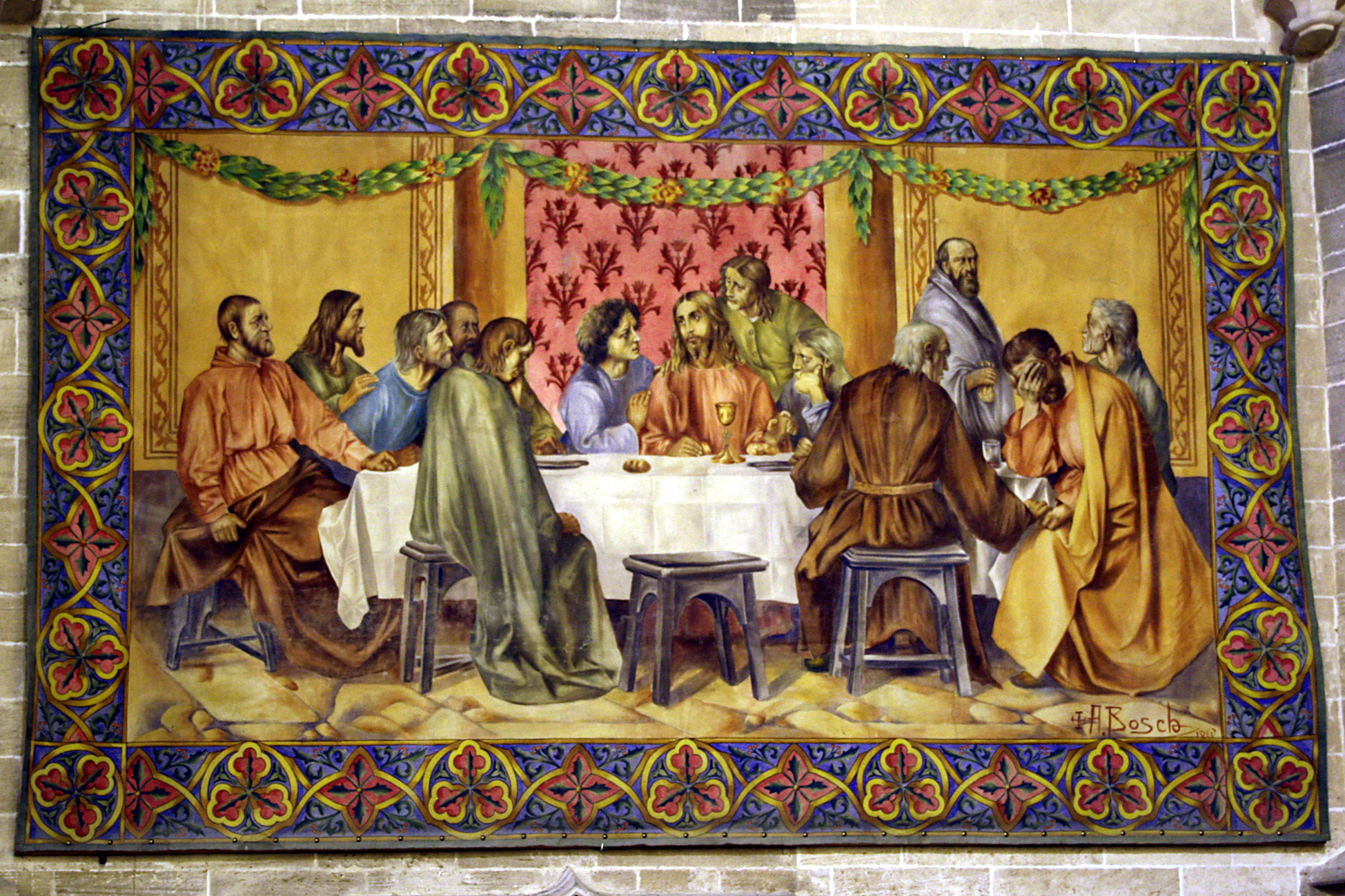
«Тайная Вечеря», событие вспоминаемое христианами в Великий четверг и на каждой евхаристии

## Этимология

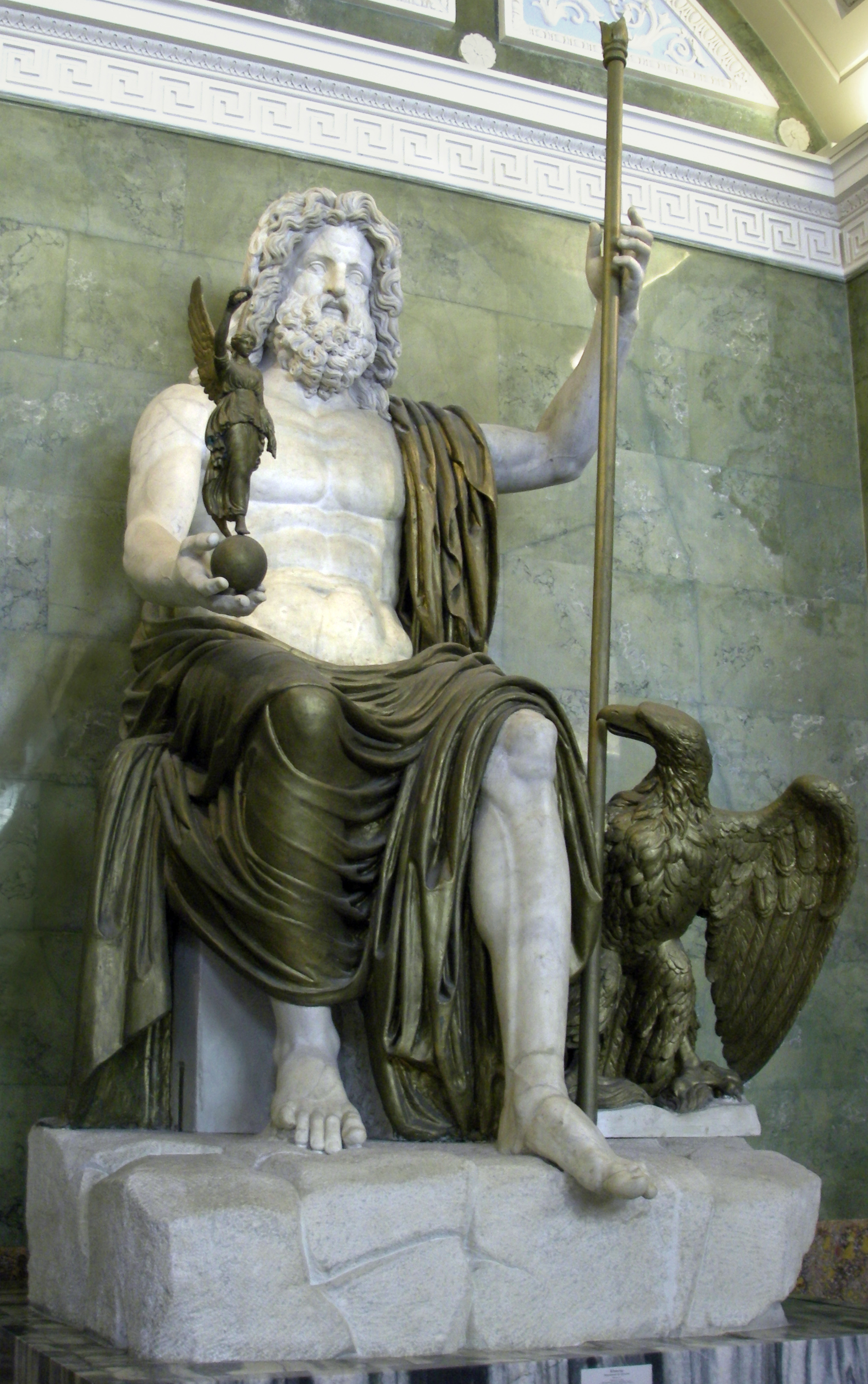
Римская копия статуи Зевса, бога, от которого идёт традиция называния «четверга» в честь небесного божества грома и его планеты во многих языках

Название на русском языке происходит от числа «четыре», поскольку четверг — четвёртый день «по неделе» (после воскресенья). Общий принцип именования для этого дня используется также в других славянских языках (словацкий — štvrtok, чешский — čtvrtek, хорватский и боснийский — četvrtak, польский — czwartek, болгарский — четвъртък, сербский — четвртак, украинский — четвер, белорусский — чацвер).  В венгерский язык также перешло славянское название — csütörtök.
У древних греков четверг был посвящён Зевсу, который соответствовал у римлян Юпитеру (итал. Giovedì), у скандинавов — Тору (англ. Thursday), у континентальных германцев — Доннару (нем. Donnerstag). У славян этот день также был посвящён громовому божеству Перуну. Полабским названием четверга было Peräunedån «Перунов день», хотя не исключено, что это калька с немецкого Donnerstag.
В большинстве современных романских языков день сохранил название в честь римского бога Юпитера, являющимся богом небес и громовержцем. У древних римлян четверг назывался Iovis Dies — «День Йова»: на латыни родительным или притяжательным падежом Юпитера был Iovis/Jovis, и таким образом перешло в романские языки как название четверга: итальянский — giovedì, испанский — jueves, французский — jeudi, каталонский — dijous, румынский — joi. Это также отражено в P-кельтском валлийском языке — dydd Iau.
Так как римский бог Юпитер был отождествлён с германским богом, имеющим соответствующие функции, то большинство германских языков получило название четверга из местных вариантов имени Громовержца: датский, норвежский и шведский — Torsdag, фарерский — Tórsdagur, немецкий — Donnerstag, голландский — Donderdag. В финский язык также перешло германское название — Torstai.
Современное английское название, Thursday, происходит из древнеанглийского Þunresdæg — «День Тунора» (с потерей -n-, начиная с северных диалектов, от влияния древнеисландского Þorsdagr, означающего «День Тора»). Английское Thunor и скандинавское Thor получены от имени Thunraz, которым называли прагерманского бога грома.
В большинстве языков народов Индии слово для обозначения четверга ગુજરાતી — Гурувар: «вара» — «день» и «Гуру» — учитель, являющий образ Брихаспати, наставника богов и владыки планеты Юпитер.
На языке урду четверг — Jumeraate, что означает — «канун пятницы».
«Четверг», в буквальном переводе с японского, — «день дерева» (木曜日).

## Место четверга в календаре

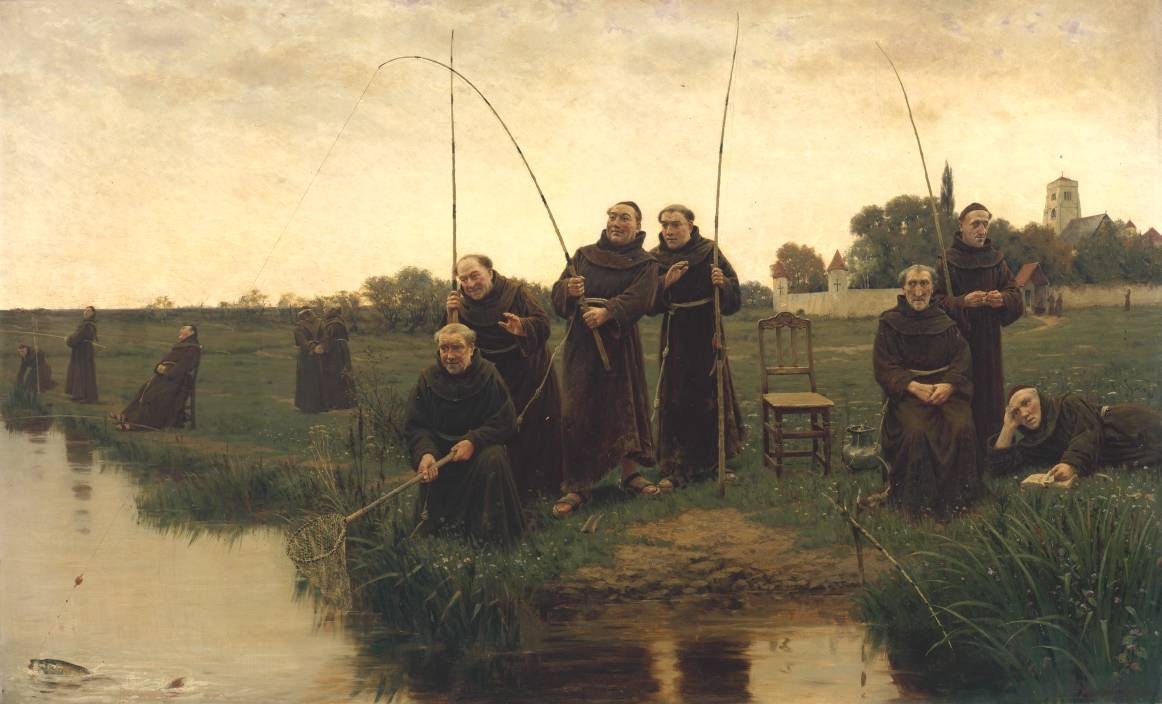
«Четверг (завтра пятница)», Садлер, 1880 г.

Согласно ISO 8601 четверг считается четвёртым днём недели, а также днём, который определяет нумерацию недель: первая неделя года определяется как неделя, содержащая первый четверг года, и так далее. Как день «четвёртый» название четверга используется в китайском (星期四) и в эстонском языке (neljapäev).
В иудейской и христианской традициях четверг традиционно считается пятым днём недели, что нашло отражение в греческом языке: Πέμπτη («пемпти») — «пятый», на иврите: יום חמישי («Йом Хамиши» — «День Пятый»). Также в португальском языке, в отличие от остальных языков романского происхождения, используется слово quinta-feira, означая «пятый день литургической недели», и происходит от традиционного католического названия четверга — «Feria Quinta», используемого в религиозных текстах, где не дозволялось упоминать имена языческих богов.
Как «Пятый День» четверг известен среди квакеров, которые устраняются от традиционного английского именования четверга как имеющего языческое происхождение.
Как «пятый день» четверг именуется в том числе на исландском, арабском и индонезийском языках.
В армянском (Հինգշաբթի — һингшабти́), грузинском (ხუთშაბათი — хутшабати), башкирском (кесаҙна), таджикском (панҷшанбе) и татарском (пәнҗешәмбе) языках слово буквально означает «пять (дней) от субботы».

## Религиозное соблюдение
В православии:
- В четверг сырной седмицы совершается переходящее празднование преподобного Шио Мгвимского (V—VI века);
- В четверг пятой седмицы Великого поста совершается память преподобной Марии Египетской, поэтому обычно накануне (в среду вечером) в православных храмах читается её житие с Великим покаянным каноном преподобного Андрея Критского;
- На Страстной седмице в Великий четверг, предшествующий Пасхе — день воспоминания Тайной вечери и установления Иисусом Христом таинства Евхаристии. В этот день все верующие стараются причаститься Тела и Крови Христовых. На Божественной Литургии в Великий четверг священники особым образом заготавливают Запасные Дары на весь год; архиерей на этой Литургии может совершить Чин омовения ног, а патриарх (или предстоятель поместной церкви в другом сане) — Чин освящения Мира. По народным суевериям в этот день приготовляется четверговая соль;
- В четверг спустя 40 дней после Пасхи совершается праздник Вознесения Господня, когда Иисус Христос вознёсся на небо. В день Вознесения совершается память мучеников, в долине Ферейдан (Иран) от персов пострадавших (XVII век, Грузия);
- Четверг по Вознесении: преподобного Давида Гареджийского (VI—VII века, Грузия). На седьмой четверг после Пасхи в некоторых регионах России бытует народное (неуставное) поминовение усопших, погибших не своей смертью — «Семи́к»;
- Четверг 1-й седмицы по Пятидесятнице: Корецкой иконы Божией Матери «Споручница грешных» (1622).

Обычные же (вседневные службы) четвергов в православной церкви посвящены апостолам и их преемникам — святителям, среди которых выделяется Николай Чудотворец. Октоих содержит гимны, соответствующие этим темам, устроенные по восьминедельному циклу, которые поют по четвергам в течение года. Четверг, так же, как и вторник, суббота и воскресенье, не является постным днём, кроме периодов многодневных постов, а также в сочельники, в Воздвижение Креста Господня и в Усекновение главы Иоанна Предтечи. По четвергам, так же, как и по вторникам и по субботам, православная церковь не совершает венчание, так как после четверга всегда следует пятница — постный (иногда, праздничный) день.
В католицизме день официально называется Зелёным (Dies viridium); это название объясняется древним обычаем вкушать в этот день свежую зелень или тем, что в этот день происходит отпущение грехов и покаявшиеся как бы вновь возрождаются и становятся «зелёными». Четверг на масляной неделе — последний день карнавала — называется у католиков жирным (jeudi gras).
У протестантов США на четвёртый четверг ноября выпадает День благодарения, праздник выражения благодарности Богу за урожай, собранный в текущем году. Сегодня это торжество утратило религиозный смысл и является общенациональным семейным обычаем.
Иудаизм и ислам считают четверг благоприятным днём для поста. Дидахе, напротив, просит первых христиан воздержаться от постов по четвергам, чтобы избежать иудейского влияния и предлагает взамен поститься по пятницам. В иудаизме проводятся публичные чтения Торы утром по четвергам, также читаются специальные искупительные молитвы, если нет особо радостного события, ради которого их можно отменить.
Среди индуистов обычай поститься по четвергам широко распространен повсюду в Индии по различным религиозным причинам.

## Культурные традиции четверга

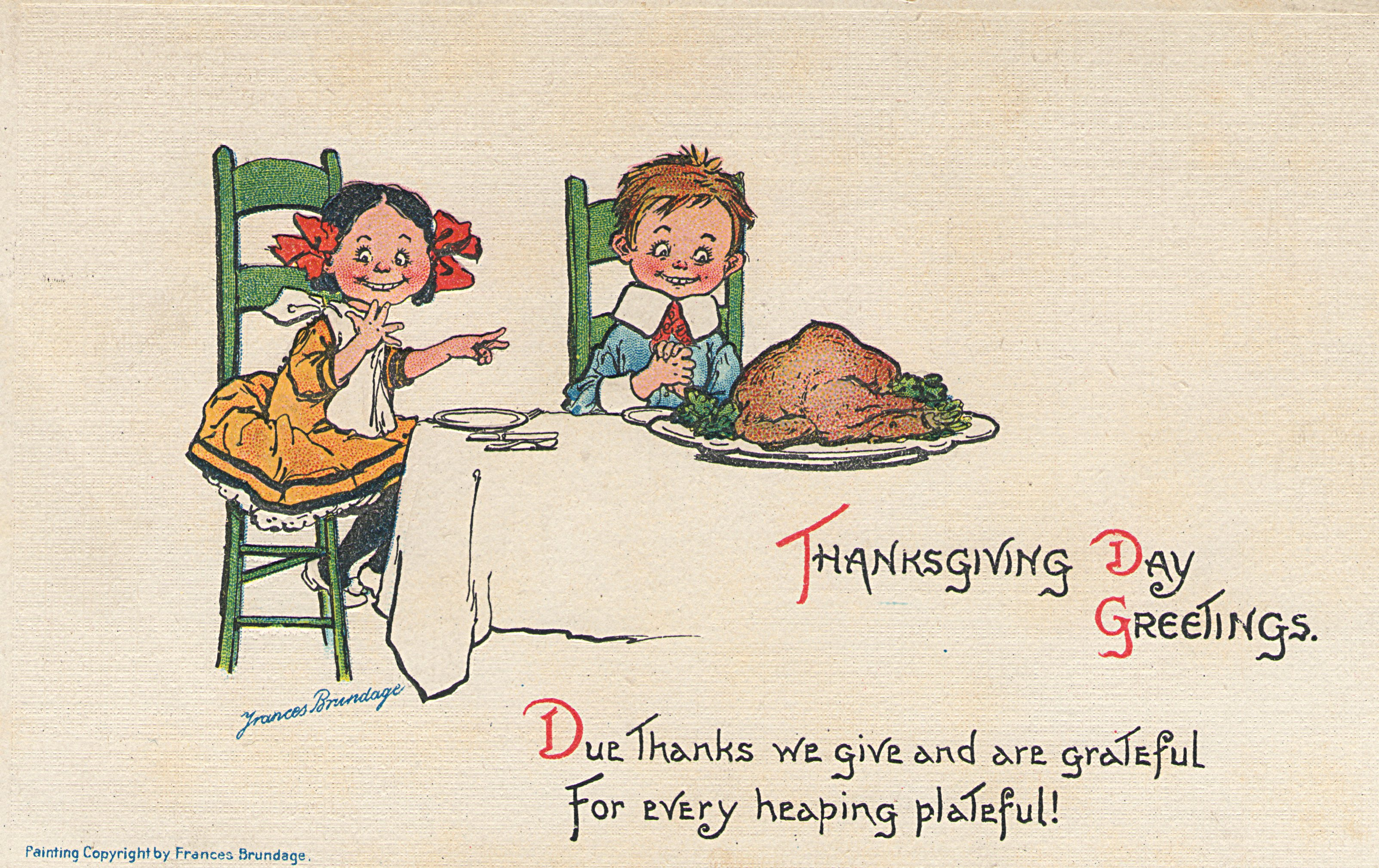
Открытка 1913 года на «День благодарения», праздник, ежегодно отмечаемый американцами в четвёртый четверг ноября

Русская поговорка «После дождичка в четверг», означает «в неопределенном будущем, неизвестно когда», и, вероятно, связана с языческим поверьем об исполнении желаний, а позднее, с распространением христианства, получившая ироническую окраску.
В СССР в 1932 году принято Постановление Наркомснаба, вводящее «рыбный день» по четвергам в общепитах.
Выборы по четвергам традиционно проводятся в Великобритании. Впервые всеобщие выборы в четверг прошли в 1935 году, и это сразу стало традицией, хотя законодательством страны не установлено, оно лишь предписывает, что выборы могут быть проведены в любой день кроме суббот, воскресений, Сочельника, Рождества, Великой пятницы, и выходных дней. Предполагаемое объяснение традиции выборов в четверг, состоит в том, что в большинстве городов, четверг являлся базарным днём. Выборы в местные органы власти в Великобритании обычно проводятся в первый четверг мая.
В кинотеатрах Австралии к четвергу приурочена большая часть премьер фильмов, а большинство торговых центров закрываются позже (21:00), чем в остальные будние дни. Это объясняется тем, что многим австралийцам по четвергам выплачивают зарплату за одну-две рабочие недели.
Ночи четверга считаются прайм-таймом телерадиовещания для колледжей и игр НФЛ в Соединённых Штатах Америки. В 1960-е годы в средних школах США принято было считать, что, те, кто надевает и носит преимущественно зелёное по четвергам, имеют нетрадиционную сексуальную ориентацию.
Согласно тайскому солнечному календарю, с четвергом связан оранжевый цвет. Также в буддистском Таиланде четверг считается «Днём учителя», благоприятным временем для начала обучения.
Среди английских детей популярна гадательная потешка Monday's Child, которая описывает черты или будущее ребёнка, в зависимости от того, какой день недели является днём его рождения. Строчка «Рождённый в четверг далеко пойдёт» из этого стихотворения стала основанием для нескольких песен современной эстрады: «Thursday’s Child» (песня группы The Chameleons из дебютного альбома «Script of the Bridge», 1983 год); «Thursday’s Child» (песня Дэвида Боуи, 1999 год).

## События, связанные с четвергом
Так называемый «Чёрный четверг» 24 октября 1929 года, когда резко упали курсы акций на Нью-Йоркской фондовой бирже, стал предвестником начала Великой депрессии.

## Четверг в именах и названиях
- «Человек, который был Четвергом» — роман Г. К. Честертона.
- «Благостный четверг» — роман Джона Стейнбека (продолжение его романа  Консервный ряд). Названный день следует за «Незадачливой средой», и предшествует «Томительной пятнице».
- Четверг Нонетот — главная героиня серии романов Джаспера Ффорде.
- Donnerstag aus Licht (нем. Четверг из света) — опера Карлхайнца Штокхаузена из гепталогии «Свет. Семь дней недели».
- «После дождичка в четверг» — киносказка по мотивам либретто А. Н. Островского.
- Кровавый четверг — кинофильм с Томасом Джейном в главной роли бывшего торговца наркотиками.
- «Четверг» — клуб авторской песни в Санкт-Петербурге.
- Thursday (англ. Четверг) — американская альтернативная рок-группа из Нью-Брансуика, штат Нью-Джерси.

## Интересные факты
- Согласно предсказанию Нострадамуса (центурия 1, катрен 50), сильный (но иначе неопознаваемый) лидер, который будет угрожать «Востоку», родится под астрологическим «знаком воды» и установит четверг в качестве своего праздника[9].